# Felix Kaspar
Felix Kaspar   (Viena, 14 de gener de 1915 - Bradenton, 5 de desembre de 2003) va ser un patinador artístic sobre gel austríac que va competir durant la dècada de 1930.
El 1936 va prendre part en els Jocs Olímpics de Garmisch-Partenkirchen on guanyà la medalla de bronze en la prova individual del programa de patinatge artístic.
Durant la seva carrera també guanyà tres medalles al Campionat del Món de patinatge, dues d'or i una de bronze, i tres més al Campionat d'Europa, dues d'or i una de plata.
El 1998 fou incorporat al World Figure Skating Hall of Fame.

## Palmarès
| Prova                  | 1934 | 1935 | 1936 | 1937 | 1938 |
| ---------------------- | ---- | ---- | ---- | ---- | ---- |
| Jocs Olímpics d'Hivern |      |      | 3r   |      |      |
| Campionat del Món      |      |      | 3r   | 1r   | 1r   |
| Campionat d'Europa     | 7è   | 2n   | 4t   | 1r   | 1r   |
| Campionat d'Àustria    |      | 1r   |      | 1r   | 1r   |